# 塙保己一
塙保己一（1746年—1822年）是日本江户后期的盲人国学者，文献学者。出生於武藏國。著有《群书类从》《武家名目抄》《萤蝇抄》。